# أندريه كامبوس موريرا
أندريه كامبوس موريرا (بالبرتغالية: André Campos Moreira) (مواليد 2 ديسمبر 1995) هو لاعب كرة قدم برتغالي ، يلعب حاليًا لنادي أتلتيكو مدريد الإسباني في مركز حراسة المرمى ، وكان اللاعب قد أعير لفريق بيلينينسش البرتغالي في 31 يوليو 2016 ولم يشارك في أي مباراة وكان احتياطيًا في مباراة واحدة، ولكن دفعت الفحوصات الطبية التي خضع لها مويا الحارس الثاني للفريق وغيابه لشهرين بالنادي المدريدي لقطع إعارة الحارس البرتغالي في 16 أغسطس 2016 وضمه لصفوفه هذا الموسم.

## روابط خارجية
- أندريه كامبوس موريرا على موقع الاتحاد الدولي (مؤرشف)  (الإنجليزية)
- أندريه كامبوس موريرا على موقع قاعدة بيانات كرة القدم.إي يو (الإنجليزية)
- أندريه كامبوس موريرا على موقع Soccerway.com (الإنجليزية)
- أندريه كامبوس موريرا على موقع عالم كرة القدم.نت (الإنجليزية)
- أندريه كامبوس موريرا على موقع AS.com (الإسبانية)